# Адахкес
Адахкес (Адахкет) — средневековый город. Предположительно находился на территории современной Жамбылской области Казахстана, на берегу реки Талас, к северо-западу от города Тараз. Отождествляется с Каракемером и Бектобе.
По сведениям Ибн-Бахра и ал-Идриси, через Адахкес проходил торговый путь из Тараза на Иртыш.